# Zegellak

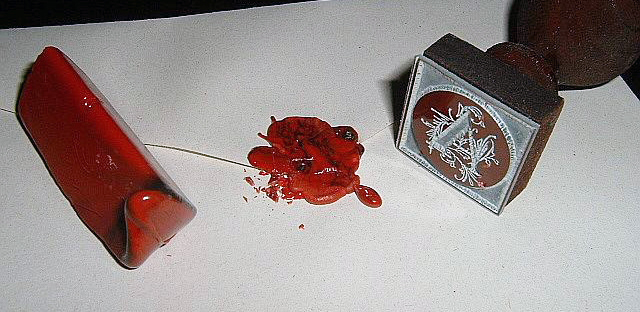
Een staafje zegellak, lakdruppels en een zegelstempel

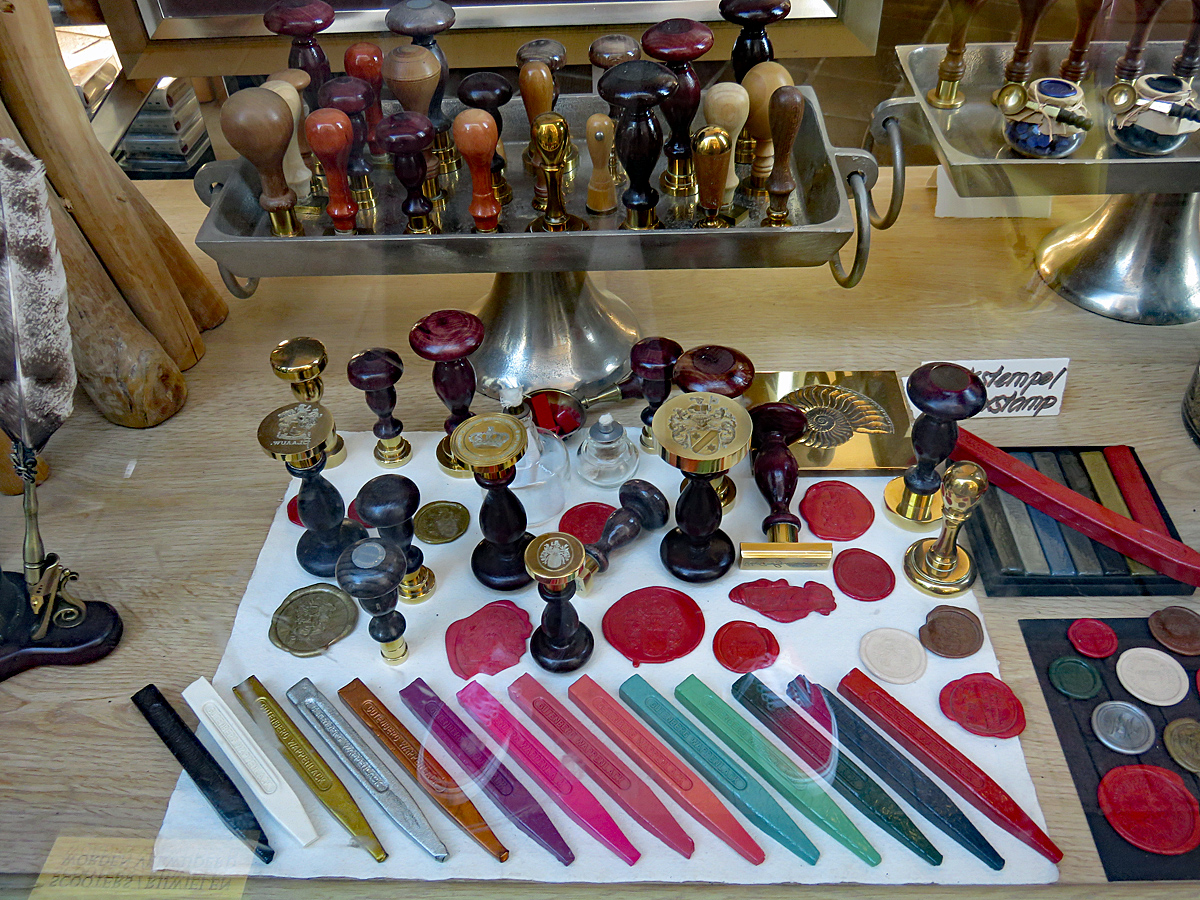
Zegelstempels en staafjes zegellak in verschillende kleuren

Zegellak is een harsachtig materiaal, dat met name gebruikt wordt voor het vervaardigen van lakzegels, die dienen als waarborg voor de echtheid van een brief of voor het verzegelen van brieven en pakketten.
Zegellak bestaat uit een mengsel van schellak en terpentijn en eventueel nog enkele andere chemicaliën. Krijt en zinkwit worden toegevoegd ter voorkoming van een al te snel uitharden. Kleuren worden verkregen door bijvoorbeeld cinnaber, loodmenie, rode ijzeroxide of chromaatgeel toe te voegen.
Zegellak is in de tweede helft van de 16e eeuw door de Portugezen vanuit Oost-Indië naar Europa meegebracht en werd daarom ook wel Spaanse was genoemd. Vóór die tijd werden zegels namelijk meestal vervaardigd van was.
Ook na het in gebruik komen van zegellak, bleef was gebruikt worden voor zegels van groot formaat, zoals de grootzegels van vorsten. De taaiere was is daarvoor beter geschikt, dan de vrij breekbare zegellak. In het dagelijkse gebruik werden echter meer en meer zegels van lak gebruikt, zodat men tegenwoordig vaak alle zegels, ook als ze van was zijn, foutief lakzegels noemt.
Zegellak heeft meestal de vorm van een staafje, dat men boven een kaars kan laten smelten, of het staafje heeft zelf een pit, waarmee het als een kaars kan worden aangestoken. De smeltende druppels laat men dan op de brief vallen, totdat een voldoende grote druppel is ontstaan om daar het zegelstempel of de zegelring in te drukken. De lak hardt daarna snel volledig uit.
De term zegellak wordt ook gebruikt voor een lak die in de machinebouw-industrie op schroefkoppen wordt aangebracht als waarborg tegen manipulatie. De lak breekt namelijk wanneer de schroef eruit wordt gedraaid.